# Isla Bundal
Isla Bundal (en urdu: جزیرہ بندل) (también conocida como Bundaar) es una pequeña isla situada en el Mar Arábigo frente a las costas de Karachi, Sind, Pakistán. Bundal, pronunciada Bhandar por los pescadores locales, es una isla gemela de Buddo que se encuentra al oeste. En la isla de Bundal se encuentra la tumba del Shah musulmán sufí Yusuf. Las Islas Churma y Buddo están ubicadas cerca de la isla Bundal. Hay una disputa entre el gobierno provincial de Sindh y el Puerto de Karachi sobre los derechos de propiedad de los 12.000 acres (49 km²) de tierra en estas Islas.
En septiembre de 2006, el gobierno de Pakistán dio a una empresa propiedad de Dubái, llamada "Emaar" el visto bueno para desarrollar dos complejos turísticos en la isla de Bundal y la de Buddo.